# Wonderful Tonight
〈Wonderful Tonight〉은 에릭 클랩튼의 1977년 음반 《Slowhand》에 수록된 곡이다. 클랩튼은 패티 보이드에 대한 노래를 작곡했다. 이 노래에 실린 여성 보컬 하모니는 마르셀라 디트로이트(당시 마시 레비)와 이본 엘리먼이 제공한다.